# أبو الحسن العامري
أبو الحسن محمد بن أبي ذر يوسف العامري من فلاسفة القرن الرابع الهجري. ولد في مطلع مدينة نيسابور في مطلع القرن الرابع الهجري. تتلمذ على أبو زيد البلخي
وتوفي عام 381 هـ. 

## مؤلفاته
لأبي الحسن العامري قائمة طويلة من المؤلفات شملت علم العقيدة، ومقارنة الأديان، وتفسير القرآن، والأخلاق، والتربية، وعلم النفس، المنطق والفلسفة، ومؤلفات أخرى في العلوم الطبيعية كعلم النبات والبصريات.
ومن أهم مؤلفاته: شروح على كتب أرسطو ثم النُّسك العقلي، والإبصار والمبصر، والإعلام بمناقب الإسلام، والسعادة والإسعاد في السيرة الإنسانية ثم مجموعة كتب ورسائل تشمل: إنقاذ البشر من الجبر والقدر ثم التقرير لأوجه التقدير (وهو بيان لوجوه الحكمة الإلهية في خلق الكون وتدبيره)، والأمد علي الأبد والسعادة والإسعاد في السيرة الإنسانية، والفصول في المعالم الإلهية.

## وصلات خارجية
- خريطة أعمال أبو الحسن العامري
- أبو الحسن العامري.. الفيلسوف المجهول
- أبو الحسن العامري تبحَّر في الفلسفة اليونانية وله شروح على كتب أرسطو